# Diego García de Paredes (1506-1563)
Diego García de Paredes y Vargas Calderón (Trujillo, Corona de Castilla, 1506 –  Playa de Catia, Provincia de Venezuela, Imperio español, 1563) fue un maestre de campo y conquistador español que participó, entre otras empresas, en la conquista del Imperio inca con las huestes de Francisco Pizarro, actuando en la batalla de Cajamarca.
Es el fundador de la ciudad venezolana de Trujillo en 1557 y, además, se le considera como el precursor del derecho de asilo político en América.

## Biografía
Diego García de Paredes nació en Trujillo de la Comunidad de villa y tierra de la Extremadura castellana que formaba parte de la Corona de Castilla, siendo hijo natural del célebre trujillano Diego García de Paredes "el Sansón de Extremadura" —que combatió como capitán de infantería en las guerras de Italia, norte de África y Navarra— y de Mencía de Vargas. Se cuenta que fue criado por el propio Sansón a pesar de no ser legítimo y que a ambos se les temía en toda la comarca por su ardor marcial.
Intentando emular a su padre, e identificado con la responsabilidad que le concernía y como heredero del orgullo castrense, tuvo que adoptar el papel que le correspondía para defender el honor de su apellido y la dignidad de sus ancestros. Aunque lo intentó, si no lo consiguió fue porque murió cuando comenzaba a destacar como funcionario de la Corona.
Tuvo por hijo a Juan de la Fuente Calderón y Paredes.

## Soldado y trotamundos
Al cumplir los dieciocho años, embarca para el Nuevo Mundo y llega a Nicaragua donde intervendrá en el proceso conquistador de aquellos territorios al mando de Gil González Dávila y de Hernando de Soto con quien pasará a Panamá a principios de 1530. 
La conquista de Perú se había emprendido con algunos fracasos iniciales, y ahora se estaba organizando para realizarla con efectividad. Cuando Hernando de Soto y García de Paredes estaban en Panamá llegaba de España Francisco Pizarro al mando de una expedición para tal empresa, en la que de Soto y García de Paredes se sumarían a los conquistadores.
Decidida la conquista, Pizarro y sus hombres llegaban nuevamente a las costas de Perú, y con algunas dificultades y tropiezos, ciento sesenta hombres caminaban hacia el corazón del Imperio incaico con el firme objetivo de conquistarlo. Una vez que han llegado a Cajamarca disponen las cosas para lograr sus objetivos.

## Detención del Inca Atahualpa

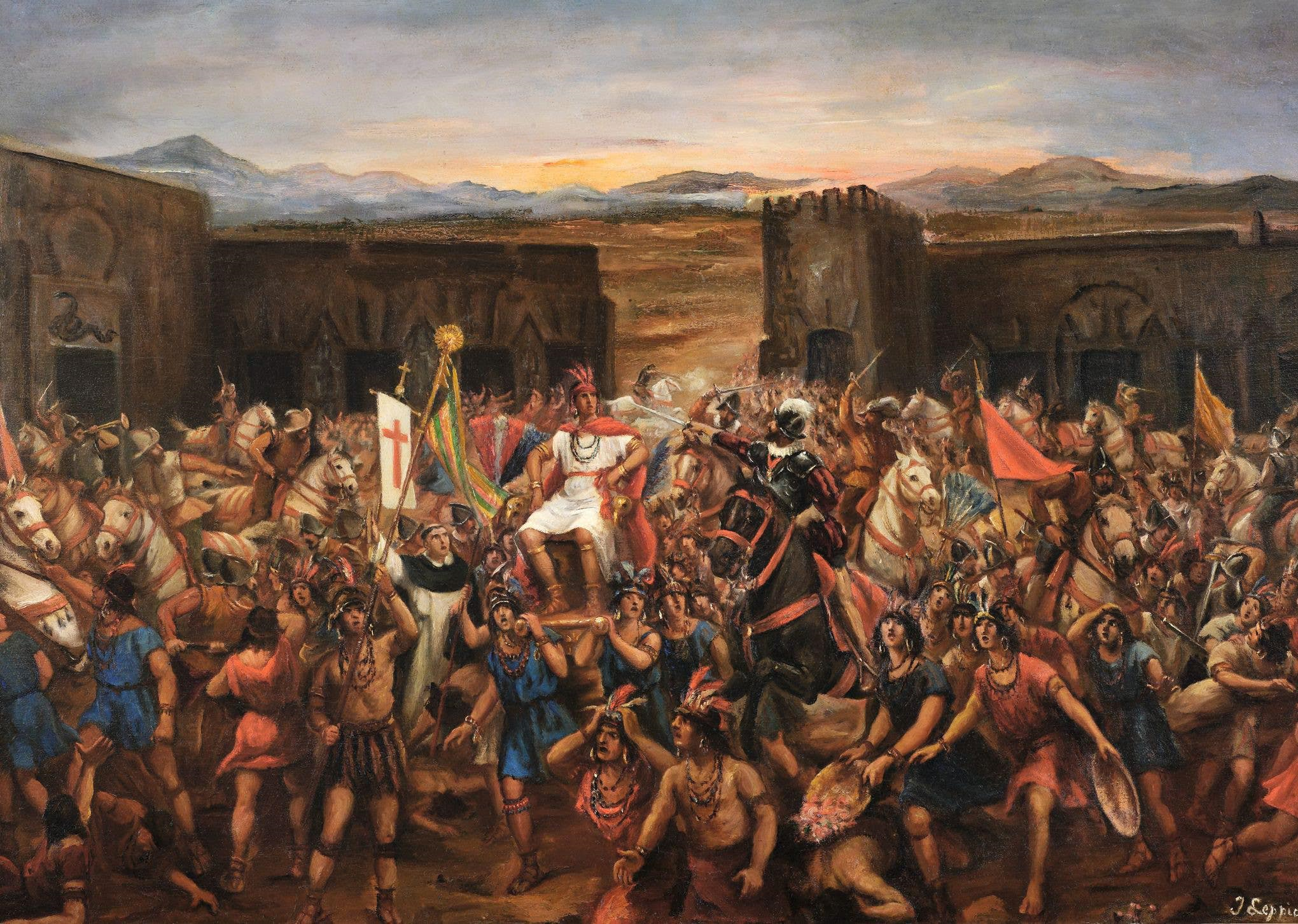
Óleo de Juan Lepiani que representa la captura de Atahualpa en Cajamarca.

Hernando de Soto y García de Paredes, entre otros, participarán en los preliminares de las conversaciones que han de sostener Pizarro y Atahualpa, para que el Inca se traslade hasta Cajamarca donde van a entrevistarse. Esa entrevista se convertiría en un sorpresivo ataque para apresar al Inca, y García de Paredes figuraba entre los dieciocho hombres que llevaron a cabo aquella temeraria acción.
El 16 de noviembre de 1532, durante la batalla que sostuvieron en la plaza de Cajamarca, García de Paredes tuvo un papel destacado en la defensa de las calles aledañas al edificio donde, al principio de la escaramuza, se resguardaban los hombres de Pizarro.
Los españoles cortaron las manos y/o brazos de los asistentes que portaban la litera de Atahualpa para obligarlos a dejarla caer y poder alcanzarlo. La litera volcó y Atahualpa permaneció sentado en la litera mientras que un gran número de asistentes incas se apresuraron a colocarse entre la litera y los españoles, dejando que los españoles los mataran. Pizarro cabalgó entre ellos hasta donde un soldado español de a pie que intentó asesinar a Atahualpa. Reconociendo el valor de Atahualpa como prisionero, Pizarro lo defendió y fue herido en una mano con una espada. Como resultado del encuentro entre 4.000 a 5.000 personas murieron (entre sirvientes y guardias atahualpistas junto a terceros que allí se encontraban, como los pobladores de Cajamarca y varios orejones huascaristas enviados con ofrecimientos de parte del Inca cautivo) otros 7000 fueron heridos o capturados, según los cronistas los españoles tuvieron solo un muerto (un esclavo negro) y varios heridos.

## Guerras europeas y expedición de Orellana

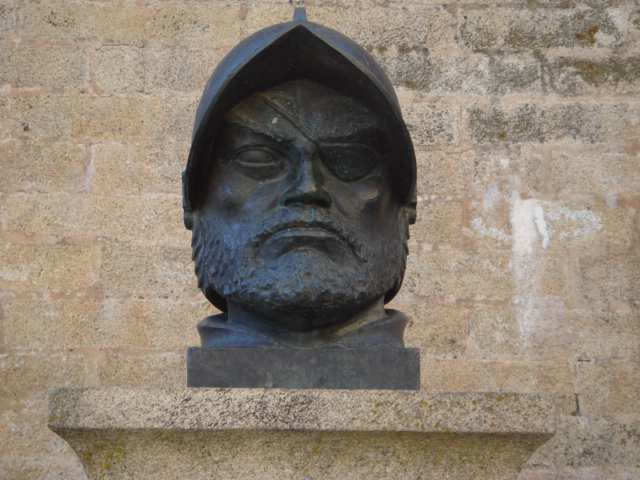
Busto de Francisco de Orellana en Trujillo.

Cansado quizás de las alturas andinas, en 1534, García de Paredes regresa a España; se alista en los tercios europeos y participa en las guerras de Flandes, Francia, Túnez y Sicilia, donde alcanzará el grado de capitán. Al cumplir este compromiso, vuelve a Trujillo. 
Pero como García de Paredes es hombre de armas, el sosiego le aburre y no para mucho tiempo en su Trujillo natal, y aprovechando una oportunidad nuevamente se embarca para las Indias en 1544, en la expedición de su coterráneo Francisco de Orellana para la conquista del territorio que le han concedido por el descubrimiento del río Amazonas. El desembarco se produce poco antes de las Navidades de 1545 y Orellana se interna unos quinientos kilómetros en el delta del Amazonas tras construir un barco fluvial con la finalidad de encontrar El Dorado. 57 hombres mueren de hambre y el resto acampan en una isla del delta entre indios amistosos. Orellana parte en un bote para encontrar comida y la rama principal del Amazonas. A su regreso, encuentra el campamento desierto, pues los hombres habían construido un segundo bote y partido en busca de Orellana. Finalmente, abandonaron y partieron costeando hacia la isla Margarita en el mar Caribe. Orellana y su grupo siguieron tratando de localizar el canal principal, pero fueron atacados por los nativos caribes. Diecisiete murieron a causa de las flechas venenosas y el mismo Orellana murió de fiebres malignas poco después, en noviembre de 1546. García de Paredes, como sobreviviente de la expedición y tras quedarse sin ocupación, emprende la marcha hacia el Nuevo Reino de Granada (Colombia) para sumergirse durante algún tiempo en la conquista de aquellos territorios.

## Fundador de ciudades

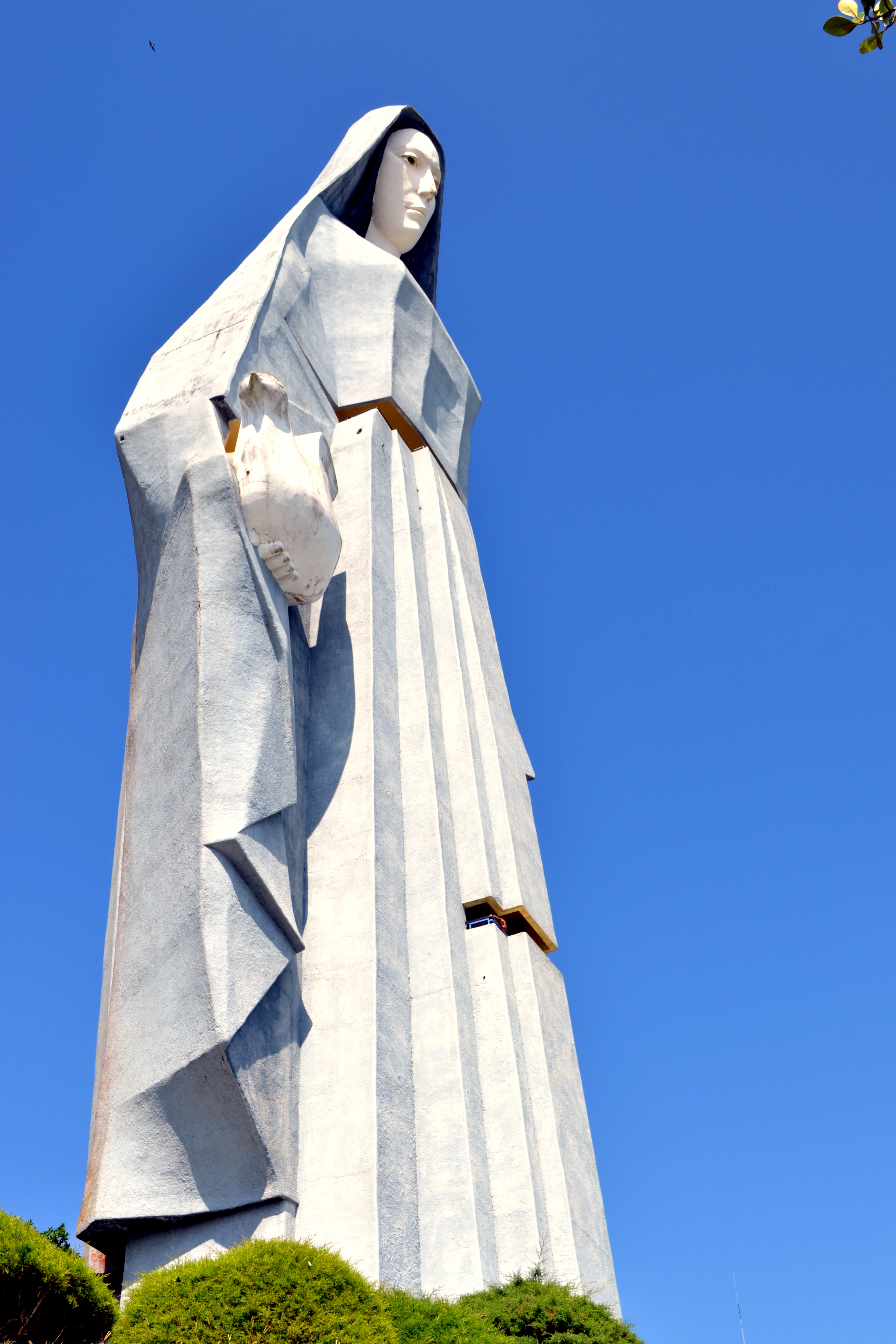
Monumento a la Virgen de Nuestra Señora la Paz patrona de Trujillo, Venezuela.

En el territorio neogranadino tampoco ha encontrado la estabilidad y en 1550 vuelve a Venezuela. Busca su acomodo y con Juan de Villegas, participa en la fundación de Nueva Segovia de Barquisimeto en 1552, donde ocupa el cargo de Regidor, disfrutando además de encomiendas y privilegios. 
En 1553 cuando la villa se ve atacada y amenazada por el Negro Miguel al frente de una partida de negros cimarrones que se habían sublevado en las minas de Buria cometiendo algunas fechorías, se presta para la defensa de la ciudad. Los pobladores capitaneados por Diego García Paredes y Diego Fernández de Serpa, junto a un refuerzo que llegó de la ciudad de El Tocuyo, dirigido por Diego de Losada y Diego de Ortega, derrotan al Negro Miguel y sus seguidores fueron perseguidos y nuevamente reducidos a la esclavitud. Según el testimonio del capitán Ortega, fue García Paredes el que mató a Miguel.
García de Paredes no es conformista, procura metas más altas y le encargarán el sometimiento del territorio de los indios “cuicas”, cercano a El Tocuyo que después de una serie de peripecias y enfrentamientos con los naturales, procede a la fundación de una ciudad en 1557, a la que dará el nombre de Trujillo de Nuestra Señora de la Paz rememorando su lar natal.

## Problemas con el gobernador
Después de la fundación de Trujillo, vuelve a El Tocuyo a dar cuenta de los hechos; mientras García de Paredes hacia estas diligencias, los indios quemaban la ciudad que había fundado. El gobernador interino, Gutierre de la Peña Langayo, que llevaba los asuntos de la provincia, como estaba enemistado con García de Paredes lo relevó de su cargo y de la misión que tenía encomendada. En 1559  encomendará a Francisco Ruiz aplastar la rebelión de los indios “cuicas” y la refundación del Trujillo que había erigido García de Paredes. Pero Ruiz cambia de lugar la población, edifica nuevamente y le da el nombre de su pueblo natal Mirabel la actual Escuque.

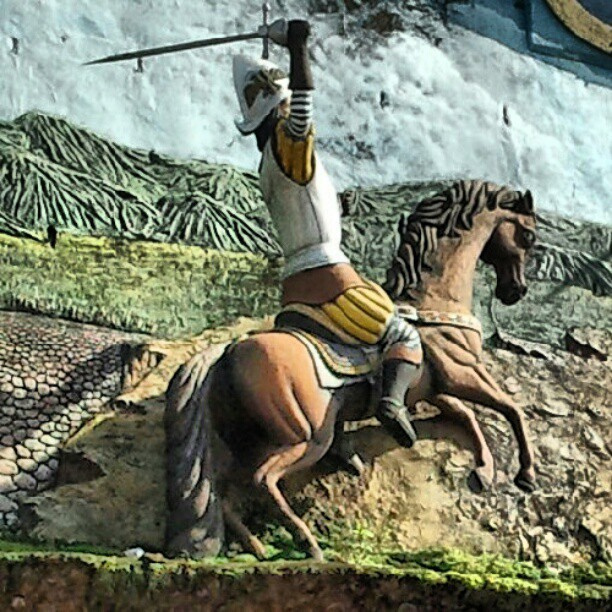
Mural a la entrada de Táriba, describe la batalla entre indios y españoles durante la conquista en el siglo XVI

Estando Ruiz en estas actividades, el capitán Juan Maldonado, quien prendiera al capitán  Juan Rodríguez Suárez por la fundación de Mérida, se adentró en esos territorios con intenciones de poblar. Como la comarca ya lo estaba y pertenecía a la Real Audiencia de Santo Domingo, mientras que Maldonado pertenecía a la Real Audiencia de Santa Fe, ambos capitanes tuvieron un enfrentamiento dialéctico por cuestiones de jurisdicción, pero felizmente se entendieron marchando cada uno por su camino. 
Al llegar el gobernador titular Pablo Collado, García de Paredes fue restituido en su cargo y Ruiz dolido por este cambio se fue a Mérida, donde al cabo del tiempo mantendrá buena amistad con Juan Maldonado olvidando las antiguas rencillas por el incidente de Trujillo.
García de Paredes recuperaba el mando de Trujillo y la convertía en ciudad segura. La fama de seguridad dio pie a Juan Rodríguez Suárez para acogerse a su protección cuando tuvo que escapar de la prisión de Santa Fe de Bogotá perseguido por Juan de Maldonado. Los de Trujillo, para no entregar a Rodríguez Suárez, recurriendo a la burla, les dijeron "que como allí solamente sabían leer el Padrenuestro y el Ave María, no los entregaban porque no sabían lo que decían aquellos papeles". Este episodio es considerado como el primer ejercicio de asilo político en América y base de la jurisprudencia del derecho de asilo.
Pero el capitán García de Paredes como es hombre de ideas claras y palabra expedita, no se calla cuando las circunstancias lo exigen, y por un cambio de pareceres se enemista con el gobernador Collado y tiene que marcharse a Mérida para no seguir discutiendo con el gobernador.

## Detención del tirano Aguirre
En 1561 el tirano Lope de Aguirre y sus marañones del Perú en franca rebeldía contra el rey Felipe II llegan a las costas de Venezuela y cometen graves desafueros en la isla de Margarita, Borburata y Valencia. Pedro Alonso Galeas un marañon desertor había anunciado la llegada a las autoridades de El Tocuyo que entonces era la capital de la provincia de Venezuela. Tras infructuosos intentos para detenerlo, García de Paredes es requerido por Hernando Cerrada Marín en El Tocuyo como maestre de campo de las fuerzas que acuden desde Mérida y Trujillo para enfrentar a Aguirre.
En Nueva Segovia de Barquisimeto son detenidos los de Aguirre quien había asesinado a su propia hija Elvira. Uno de los primeros que entra en el recinto es García de Paredes. Al reconocerlo Aguirre por su distintivo de maestre de campo, le rogó que no lo matase sin antes oírlo, puesto que tenía grandes cosas que decirle; cuando el rebelde se disponía a hablar, ante el temor que denunciase las crueles fechorías que habían cometido sus partidarios, uno de los marañones le disparó con un arcabuz y le destrozó el pecho. García de Paredes dio la orden de cortarle la cabeza y luego su cuerpo fue descuartizado. Los restos fueron comidos por los perros con la excepción de su cabeza, que fue enjaulada y expuesta como escarmiento en El Tocuyo, y sus manos mutiladas llevadas a Trujillo. En un juicio post mortem Aguirre fue declarado culpable del delito de lesa majestad y varios de sus marañones fueron declarados culpables de los crímenes cometidos y sentenciados a muerte.

## Vuelta a España
Terminada la pesadilla de Aguirre, recuperada la amistad con Gutierre de la Peña y libre de las acusaciones del gobernador Collado, este para agradecerle los servicios prestados, le ofrece encabezar una expedición al valle de Caracas para continuar la labor de conquista  que habían desarrollado Francisco Fajardo y el fallecido Juan Rodríguez Suárez asesinado por los indios cuando perseguía a Lope de Aguirre.
García de Paredes, declina esta oferta,  puesto que, como tiene otras metas, piensa ir a España a pedir mercedes en la Corte. En 1562 se efectúa este viaje, le acompañaban Gutierre de la Peña y Pedro Alonso Galeas, quienes también iban a solicitar recompensas por los servicios que habían prestado a la Corona. Aprovechará el viaje para colocar banderas en la tumba de su legendario padre en la Iglesia de Santa María la Mayor de su Trujillo natal.

## Mercedes concedidas
En atención a su ilustre apellido, y a los valiosos servicios castrenses que había prestado en las campañas europeas y en las diferentes conquistas del Nuevo Mundo, el rey Felipe II de España nombrará a Diego García de Paredes, Capitán general y gobernador en la provincia de Popayán en el Nuevo Reino de Granada.
Después de corta estancia en su ciudad natal y la visita obligada al Santuario de Guadalupe para orar y pedir ayuda divina para coronar con éxito su nueva misión, a principios de 1563 se embarcaba para volver al Nuevo Mundo junto a su lugarteniente Gabriel de Ávila.
Tras recalar en La Española, el barco navegó hacia las costas venezolanas con rumbo a Santa Ana de Coro, desde donde García de Paredes pensaba hacer el trayecto por tierra hasta su gobernación de Popayán, y de paso visitar a sus amigos de Barquisimeto, El Tocuyo, Trujillo, Mérida, Pamplona y otros enclaves andinos donde había intervenido en sus conquistas para lo cual decide hacer una  escala en la playa de Catia cercana a Caracas.

## La amistad le cuesta la muerte
Al llegar el barco a las costas venezolanas, a García de Paredes se le ocurre desembarcar para interesarse por su amigo Luis de Narváez (ignoraba su amarga derrota y muerte) que se encontraba explorando aquellos parajes, donde ya se había comenzado la conquista de los indios “Caracas”.
Los indios les hacían festivas señales desde la playa, y García de Paredes creyendo en la falsa hospitalidad, desembarcó sin recelos con cinco soldados sin sospechar la fatídica bienvenida que les esperaba. Sentados a la mesa en el bohío donde los invitaron a pasar, disfrutan de una comida que les ofrecieron los indios, mientras el cacique Guarauguta mandaba a una partida a buscar la cabeza del fallecido Narváez.
Mientras alegremente disfrutaban del festín, a una señal del cacique quien levantó la cabeza de Narváez, atacaron los indios y dieron muerte a García de Paredes y a los cinco soldados que le acompañaban. Los del barco, sin poder intervenir para salvarlos, tuvieron que resignarse y seguir su ruta. Según el cronista de Indias fray Pedro Simón, este hecho tenía lugar, en la bahía de Catia La Mar, en los primeros días de enero de 1563.

## Honores
En Trujillo (Venezuela) existen una plaza, un parque y una avenida que llevan su nombre desde 1957 cuando esas obras fueron inauguradas por el presidente Marcos Pérez Jiménez en ocasión de celebrar el cuatricentenario de su fundación. La estatua de García de Paredes, ubicada en la plaza homónima, fue derribada y destrozada su cabeza. Los responsables del Comando Cuicas adujeron que García de Paredes era un asesino de indígenas y violador de mujeres.